# 美麗鈎鯰
美麗鈎鯰，為輻鰭魚綱鯰形目甲鯰科的其中一種，為熱帶淡水魚，分布於南美洲巴西Buraco do Ducho洞穴系統淡水流域，體長可達7.9公分，棲息在底層水域，為穴居性，生活習性不明。

## 扩展阅读
維基物種上的相關：美麗鈎鯰